# Metamorfosi (gmina)
Metamorfosi (gr. Δήμος Μεταμορφώσεως, Dimos Metamorfoseos) – gmina w Grecji, w administracji zdecentralizowanej Attyka, w regionie Attyka, w jednostce regionalnej Ateny-Sektor Północny. Siedzibą i jedyną miejscowością gminy jest Metamorfosi. W 2011 roku liczyła 29 891 mieszkańców.